# Théâtre de l'Éden
Il Théâtre de l'Éden è stato un teatro con circa 4.000 posti situato in rue Boudreau a Parigi, costruito all'inizio del 1880 dagli architetti William Klein e Albert Duclos, con uno stile architettonico che richiamava l'orientalismo. Inaugurato il 7 gennaio 1883,  fu demolito nel maggio 1895.